# 모스트 시티 센터

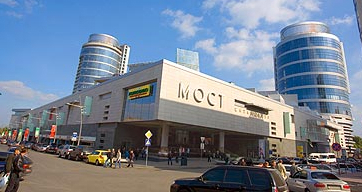
모스트 시티 센터

모스트 시티 센터(우크라이나어: Мост-Сити Центр)는 우크라이나 드니프로에 위치한 복합 고층 건축물이다. 2006년 9월 9일에 개관했으며 알레프 에스테이트, 올리비아 건축 회사가 소유하고 있다. 건축물의 전체 면적은 117,000m2이며 아파트(18,000km2), 비즈니스(16,0002), 쇼핑 공간(66,0002), 엔터테인먼트 공간(66,000km2)으로 구성되어 있다.
건물 안에는 카페와 식당 뿐만 아니라 슈퍼마켓과 가게가 입주하고 있다. 그 외에 필요한 장비를 빌릴 수 있는 실내 아이스링크나 12개의 볼링장, 카지노, 당구장, 멀티플렉스 영화관을 비롯한 여가 공간, 수많은 스포츠 시설이 입주하고 있다. 건축물에는 최대 800대의 자동차를 위한 주차장이 포함된다.

## 사진

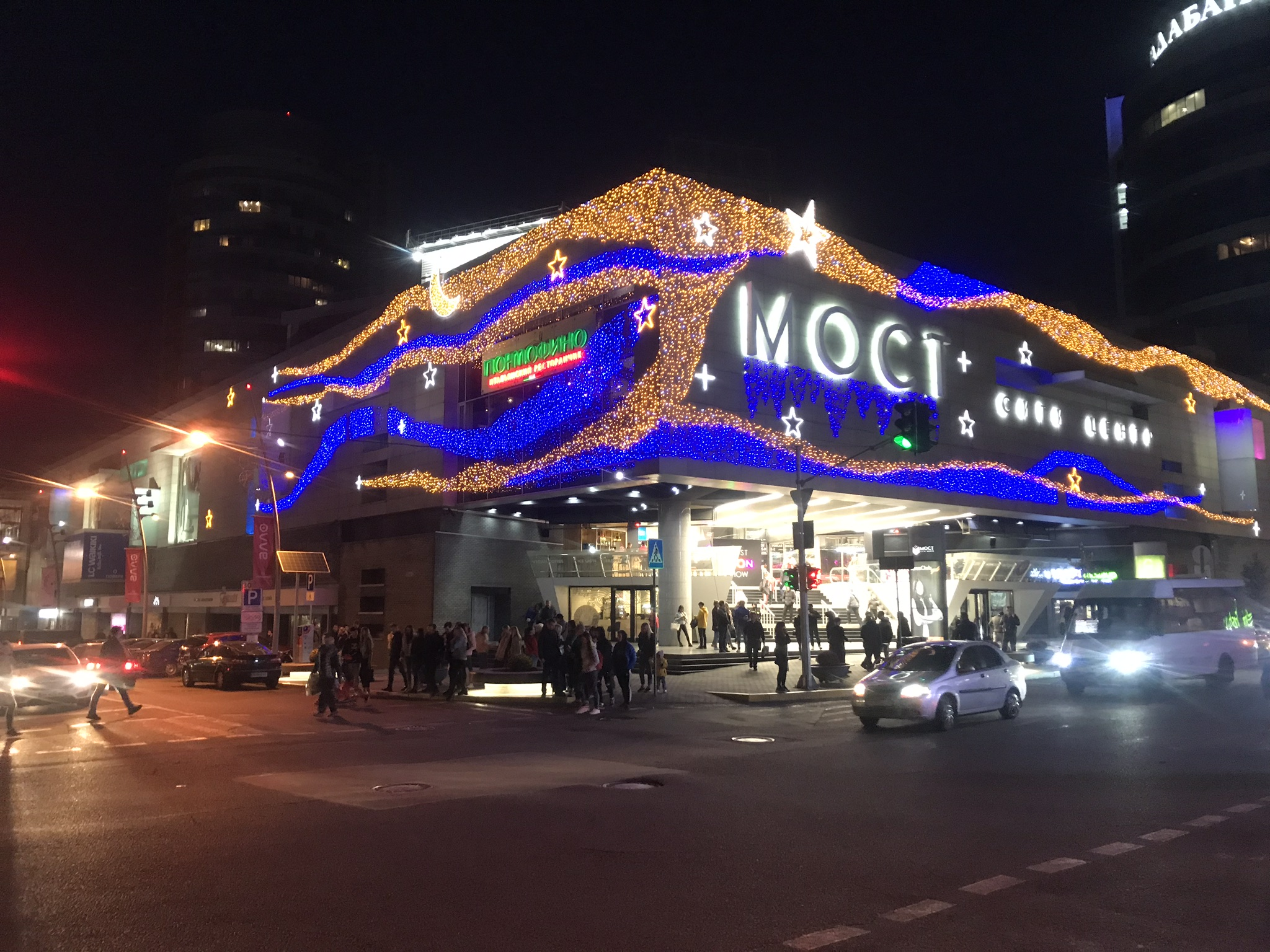